# سولجا بوی
سولجا بوی (انگلیسی: Soulja Boy؛ زادهٔ ۲۸ ژوئیهٔ ۱۹۹۰) رپ‌خوان، خواننده، ترانه‌سرا، تهیه‌کننده موسیقی، مسئول استودیوی ضبط موسیقی، هنرپیشه، دی‌جی، کارآفرین، طراح مد، و موسیقی‌دان اهل ایالات متحده آمریکا است.